# ماريا هوكلي
ماريا هوكلي (اليونانية: Μαρία Χούκλη) هي صحفية يونانية ومقدمة برامج، كما أنها مذيعة ورئيس تحرير لبرنامج الأخبار المركزية في «التلفزيون اليوناني الجديد» للتلفزيون اليوناني المحلي.

## أعمالها التلفزيونية
عملت ماريا هوكلي في عدة محطات تلفزيونية وهي:
- 1987–1991, إي آر تي3
- 1991–2000, ميغا شانل
- 2000–2010, نيو هيلينك تيليفيجان
- 2010-الآن، آي إن تي وان

## روابط خارجية
- ERT Online
- Maria Houkli's Weblog (Greek)
- Maria Houkli at Protagon.gr (Greek)
- ماريا هوكلي على موقع IMDb (الإنجليزية)